# Iglesia de Santiago (Utrera)
La iglesia de Santiago de Utrera (provincia de Sevilla, España) se encuentra situada en el n.º 12 de la calle Ponce de León, en la parte más alta de la ciudad, muy próximo al Castillo, siendo iglesia parroquial, declarada Bien de Interés Cultural en calidad de Monumento histórico-artístico desde 1977.

## Historia
La Iglesia de Santiago, primitiva parroquia de la localidad, es un templo gótico que comenzó a construirse a finales del siglo XV, concretamente en el año 1490; si bien, y como es frecuente en este tipo de edificios, su etapa constructiva se alargó en el tiempo, por lo que fácilmente puede apreciarse en él el paso de los distintos estilos arquitectónicos vigentes durante sus distintas etapas de ejecución.
También se encuentra la capilla de San Juan del Arco.
Así, la importante portada situada a los pies y denominada Del Perdón, se levanta sobre el año 1525. Posteriormente, algo más adelante, ya en la última década del siglo XVI se finalizó su crucero, la cabecera y la sacristía, realizados hacia 1596 por Lorenzo de Aredo; y aún algo más tarde, en 1610 su cabecera o Capilla Mayor. En el año 1760 la iglesia es objeto de una importante reforma de su exterior, según consta en algunos azulejos situados en la fachada de la actual Capilla del Sagrario.
De esa fecha deben ser también la portada de la nave del Evangelio, que presenta pilastras, frontón triangular y escudo, y la de la nave de la Epístola, con pilastras cajeadas y remate decorado con un sol, situada junto a una composición de pilastras pareadas y cajeadas que centran una hornacina integrada en un templete; todo ello de estilo neoclásico y atribuido al arquitecto diocesano José Echamorro.

## Descripción
Tiene notables proporciones y su cuerpo principal, gótico del siglo XV y principios del XVI, cuenta con tres naves de igual altura, respondiendo así al modelo comúnmente denominado como "iglesias de salón". Presenta arcos ojivales o apuntados y columnas a las que se adosan haces de finos nervios, semejantes a los de la Catedral de Sevilla, que suben hasta la cubierta formando notables bóvedas estrelladas.
Sobre el centro del crucero se levanta una importante cúpula realizada por Lorenzo de Oviedo en 1596, delante del Retablo Mayor, obra neogótica donde aparecen una serie de pinturas realizadas en 1927 por Gustavo Gallardo que copia las de los paneles del tríptico del Hospital de las Bubas, actualmente en el Museo de Bellas Artes de Sevilla, obra de Frans Francken I.

### Exterior
La portada de los pies o Del Perdón es de estilo gótico isabelino, y se levanta detrás de un robusto arco carpanel de grandes dimensiones del que parte una robusta torre-fachada realizada en piedra y ladrillo y estructurada en tres cuerpos de altura.
Exteriormente sobresalen a menor altura y a ambos lados del templo una serie de interesantes cúpulas de las distintas capillas laterales que se fueron incorporando en esta iglesia, la del Santo Cristo, la Del Rosario, la de San José, la Bautismal y la de San Antonio, algunas de ellas decoradas con vistosa azulejería exterior barroca, que le dan al conjunto de esta iglesia una imagen muy peculiar.